# Nicolas Couchepin
Nicolas Couchepin (* 3. Februar 1960 in Lausanne) ist ein Schweizer Schriftsteller und Übersetzer.

## Leben
Nicolas Couchepin wuchs in Martigny auf. Er studierte erst an den Universitäten von Genf und Lausanne, dann an der Haute école de travail social et de la santé Lausanne (HETSL). Er arbeitete als Lehrer bis 1995 und als Übersetzer für die Bundesverwaltung und für Caritas Schweiz.
Couchepin ist seit 2019 Präsident des Vereins Autorinnen und Autoren der Schweiz (AdS) und lebt in Cormérod.

## Auszeichnungen
- 1997: Prix Hermann Ganz (für Grefferic)
- 2001: Prix des auditeurs de la RTS (für Le Sel)[1]
- 2009: Prix Alpes-Jura (für La Théorie du papillon)
- 2009: Prix Loterie Romande (für La Théorie du papillon)

## Werke

### Romane
- Grefferic. Zoé, Carouge 1996, ISBN 2-88182-268-1
- Le Sel. Zoé, Carouge 2000, ISBN 2-88182-417-X
- La Théorie du papillon. Infolio, Gollion 2008, ISBN 978-2-88474-879-7
- Les Mensch. Seuil, Paris 2013, ISBN 978-2-02-106329-5

### Theaterstücke
- Chant des sirènes dans un océan de sable, Lausanne 1999
- L’antichambre aux crapauds, 2000
- Interdit aux fauves, 2005

### Essays
- Des mots cloués dans la gorge. Éditions de l’Hèbe, Lausanne 2002, ISBN 2-940063-70-2

### Übersetzungen
- Christof W. Burckhardt: L’assassin au violon, Pailly 2001